# Henryk Sowiński

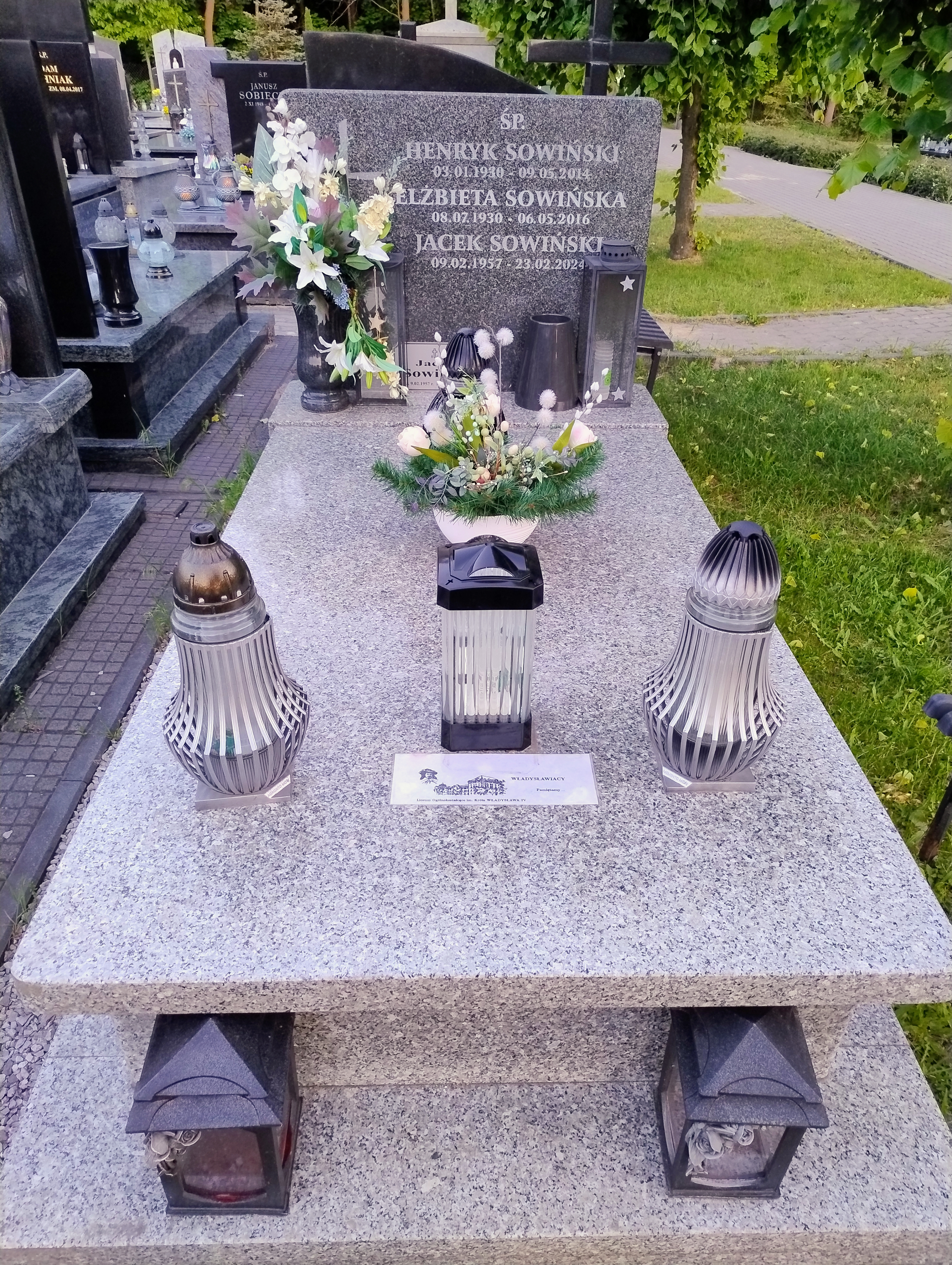
Grób Henryka Sowińskiego

Henryk Sowiński (ur. 3 stycznia 1930 w Janówku, zm. 9 maja 2014 w Warszawie) – polski nauczyciel, biolog, działacz oświatowy, wychowawca młodzieży. 

## Życiorys
Syn Bronisława i Eugenii. W czasie okupacji uczył się na tajnych kompletach. W latach 1943–1945 działał w konspiracyjnym harcerstwie w Grójcu. Po wybuchu powstania warszawskiego jego sekcja została włączona do miejscowego oddziału Armii Krajowej.
Po wojnie pełnił funkcję drużynowego w drużynie gimnazjalnej w Związku Harcerstwa Polskiego i był członkiem komendy hufca.
W 1949 po zdaniu egzaminu maturalnego rozpoczął studia I stopnia na Wydziale Biologii Uniwersytetu Warszawskiego, które ukończył w 1952. W tym samym roku otrzymał nakaz pracy w szkolnictwie i rozpoczął pracę jako nauczyciel biologii w VIII Liceum Ogólnokształcącym im. Króla Władysława IV na warszawskiej Pradze. Już podczas pracy w szkole ukończył studia II stopnia i uzyskał tytuł magistra biologii. 
W liceum pełnił m.in. funkcje opiekuna organizacji młodzieżowych działających w szkole i w 1954–1959 prezesa szkolnego ogniska Związku Nauczycielstwa Polskiego. W latach 1962–1970 był zastępcą dyrektora, a w 1970–1993 dyrektora liceum, pracował w nim przez 54 lata – do 2006. W 1983 był jednym z współzałożycieli Towarzystwa Szkół Twórczych, zrzeszającego szkoły słynące z osiągnięć edukacyjnych i autorskich programów nauczania, i inicjatorem przyjęcia do niego Liceum im. Władysława IV. Autor powiedzenia: Wśród Władysławiaków nie ma przeciętniaków, funkcjonującego obecnie jako motto szkoły. 
Biograf i historyk szkoły, autor trzytomowej monografii (czwarty tom na podstawie przygotowanych materiałów ukazał się już po jego śmierci), wyróżnionej w 2008 honorowym dyplomem Towarzystwa Miłośników Historii w Warszawie i Biblioteki Publicznej m.st. Warszawy w kategorii Najlepsze varsaviana 2007–2008, zawierającej ponad 400 biogramów uczniów i nauczycieli. Członek komisji historycznej w zarządzie dzielnicowym ZNP, od lat 90. XX wieku działał w Towarzystwie Przyjaciół Pragi – dzielnicowym oddziale Towarzystwa Przyjaciół Warszawy. Aktywnie uczestniczył w organizacji obchodów stulecia i kolejnych jubileuszy szkoły. Honorowy członek Koła Wychowanków Gimnazjum i Liceum im. Króla Władysława IV. 
Odznaczony m.in. Krzyżem Kawalerskim Orderu Odrodzenia Polski (1983), Srebrnym (1969) i Złotym (1975) Krzyżem Zasługi, Medalem Komisji Edukacji Narodowej (1977), Złotą Odznaką Honorową „Za Zasługi dla Warszawy” (1985), Medalem Pamiątkowym „Za szczególne zasługi w rozwoju oświaty w stołecznym woj. warszawskim” (1986), medalem „Siedem wieków Warszawy”, Złotą Odznaką ZNP (1987) oraz medalem i dyplomem z okazji nadania praw miejskich Pradze (1998). Laureat Nagrody m.st. Warszawy 2012 roku.
Pochowany na cmentarzu na Marysinie Wawerskim (kwatera 10D-4-28).